# Mihai Marinescu (politician)
Mihai Marinescu (născut Mihai Graur; n. 22 noiembrie 1917, Bârca, Dolj – d. 2000, București) a fost un politician comunist român, care a ocupat, printre altele, functia de vicepreședinte al Consiliului de Miniștri intre anii 1969 si 1972, și din nou din 1974 până în 1978.

## Biografie
După terminarea școlii, Marinescu a început studiile la Facultatea de Electromecanică din cadrul Institutului Politehnic din București, absolvind în 1941. Apoi a lucrat ca inginer electromecanic și a devenit membru al Partidului Comunist din România (PCdR) în 1946. De asemenea, a absolvit Școala Serală Marxist-Leninistă. Pe 6 martie 1963 a devenit adjunct al ministrului Metalurgiei și Construcțiilor de Mașini, iar pe 1 februarie 1964 adjunct al ministrului Industriei Construcțiilor de Mașini. Din 18 martie 1965 până în 13 martie 1969 a ocupat funcția de ministru al Industriei Construcțiilor de Mașini. La cel de-al IX-lea Congres al Partidului PCR (19-24 iulie 1965) a devenit membru al Comitetului Central (CC) al PCR, funcție pe care a deținut-o până la cel de-al XII-lea Congres al Partidului PCR (19-23 noiembrie 1979). La 14 ianuarie 1968, Marinescu a devenit pentru prima dată membru al Marii Adunări Naționale, reprezentând circumscripția nr. 10, Zărnești, iar apoi, din 1975 până în 1980, circumscripția nr. 5, Săcele.
La 13 martie 1969, Marinescu a preluat pentru prima dată funcția de vicepreședinte al Consiliului de Miniștri, funcție pe care a deținut-o până la 13 octombrie 1972. În același timp, între 23 septembrie 1971 și 13 octombrie 1972 a ocupat funcția de ministru al Aprovizionării Tehnico-Materiale și Gospodăririi Fondurilor Fixe și apoi de la 13 octombrie 1972 până la 4 decembrie 1974 pe cea de prim-vicepreședinte al Consiliului Economic. La 4 decembrie 1974 a fost numit din nou vicepreședinte al Consiliului de Miniștri, funcție pe care a deținut-o până la 7 martie 1978. De asemenea, a fost președinte al Comitetului de Stat al Planificării în perioada 4 decembrie 1974 - 7 martie 1978. În această calitate, a fost și membru al Consiliului de Apărare al Republicii Socialiste România în perioada 18 martie 1975 - 7 martie 1978. Cel mai recent, a ocupat funcția de prim-vicepreședinte al Consiliului Organizării Economico-Sociale în perioada 7 martie 1978 - 2 martie 1983.